# Charles Potvin
Charles Potvin, född 2 december 1818, död 2 mars 1902 i Bryssel, var en belgisk författare med professors titel och föreläsare i litteraturhistoria i Bryssel.
Han var banerförare för den liberala skriftställaregruppen i Belgien och uppsatte 1869 dennas organ, Revue de Belgique. 
Bland hans många arbeten kan nämnas diktsamlingarna 
- Poémes historiques et. romantiques (2 bd, 1840)
- Patrie (1862)
- Mar-bres antiques et crayons modernes (1862)
- En amille (2 bd, 1862-72)